# Bolboschoenus schmidii
Bolboschoenus schmidii är en halvgräsart som först beskrevs av Louis-Florent-Marcel Raymond, och fick sitt nu gällande namn av Josef Holub. Bolboschoenus schmidii ingår i släktet Bolboschoenus och familjen halvgräs. Inga underarter finns listade i Catalogue of Life.